# Ireen Wüst
Ireen Wüst, właśc. Irene Karlijn Wüst (ur. 1 kwietnia 1986 w Goirle) – holenderska łyżwiarka szybka, wielokrotna mistrzyni i medalistka olimpijska, wielokrotna mistrzyni i medalistka mistrzostw świata i Europy oraz dwukrotna zdobywczyni Pucharu Świata.

## Kariera sportowa

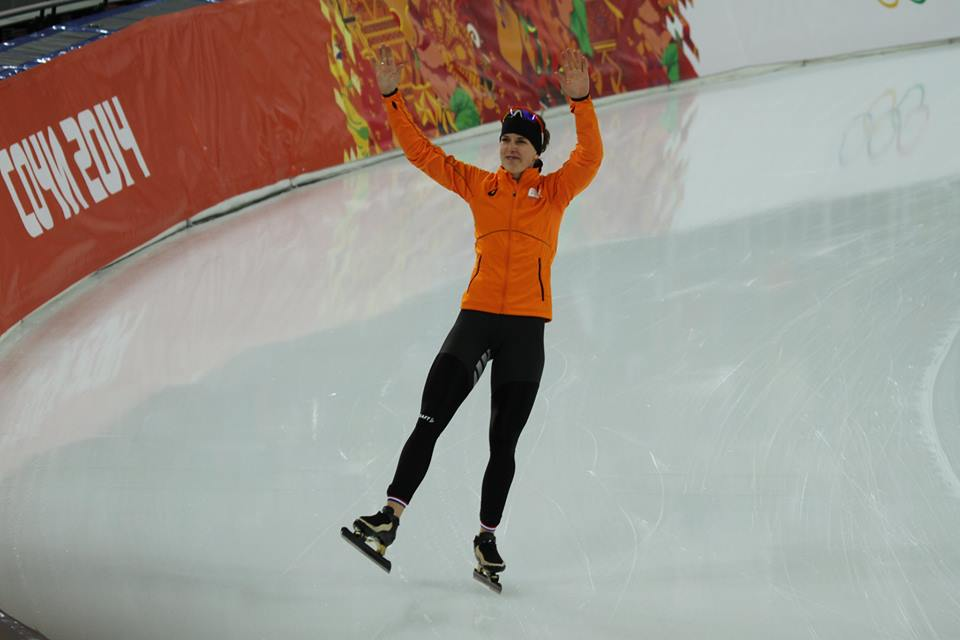
Wüst po biegu na 3000 m podczas ZIO 2014

Pierwszy sukces w karierze Ireen Wüst osiągnęła w 2004 roku, kiedy zdobyła srebrny medal w wieloboju podczas mistrzostw świata juniorów w Roseville. W tej samej kategorii wiekowej zdobyła też złote medale w wieloboju i biegu drużynowym na rozgrywanych rok później mistrzostwach świata juniorów w Seinäjoki. W 2005 roku zajęła także czwarte miejsce na mistrzostwach Europy w Heerenveen, przegrywając walkę o medal z Niemką Claudią Pechstein. Podczas mistrzostw Europy w Hamar w 2006 roku zdobyła brązowy medal, ulegając tylko Pechstein i swej rodaczce Renate Groenewold. W kolejnych latach na imprezach tego cyklu zdobywała złote medale na ME w Kołomnie (2008), ME w Heerenveen (2013) i ME w Hamar (2014), srebrne medale podczas ME w Collalbo (2007), ME w Hamar (2010) i ME w Collalbo (2011) oraz jeszcze jeden brązowy na ME w Budapeszcie (2012).
W 2006 roku wzięła udział w igrzyskach olimpijskich w Turynie. Już w swoim pierwszym starcie, biegu na 3000 m, Wüst zdobyła złoty medal, zostając tym samym najmłodszą w historii holenderską mistrzynią olimpijską w łyżwiarstwie szybkim. W zawodach tych wyprzedziła bezpośrednio Renate Groenewold i Kanadyjkę Cindy Klassen. Tydzień później była czwarta w biegu na 1000 m, przegrywając walkę o medal z Niemką Anni Friesinger. Indywidualne występy zakończyła zdobyciem brązowego medalu na 1500 m, plasując się za Cindy Klassen i jej rodaczką, Kristiną Groves. Na tych samych igrzyskach wystartowała też w biegu drużynowym, jednak Holenderki zakończyły rywalizację na szóstej pozycji. Na rozgrywanych cztery lata później igrzyskach olimpijskich w Vancouver we wszystkich swoich startach zajmowała miejsca w czołowej dziesiątce, jednak na podium stanęła tylko raz. Rywalizację na dystansie 1500 m zakończyła na pierwszym miejscu, wyprzedzając Kristinę Groves i Czeszkę Martinę Sáblíkovą. Najlepsze wyniki osiągnęła podczas igrzysk olimpijskich w Soczi w 2014 roku, gdzie w pięciu startach zdobyła pięć medali. Holenderka wygrała już w otwierającym rywalizację biegu na 3000 m, wyprzedzając Martinę Sáblíkovą o ponad sekundę i Rosjankę Olgę Graf o ponad dwie sekundy. Następnie zajęła drugie miejsce na 1000 m, rozdzielając Chinkę Zhang Hong i Margot Boer z Holandii. Drugie miejsce zajęła także w biegach na 1500 i 5000 m, ulegając odpowiednio Jorien ter Mors i Martinie Sáblíkovej. Ponadto wspólnie z Marrit Leenstrą, Jorien ter Mors i Lotte van Beek zdobyła  złoto w biegu drużynowym po tym, jak Holenderki pokonały w finale reprezentantki Polski.

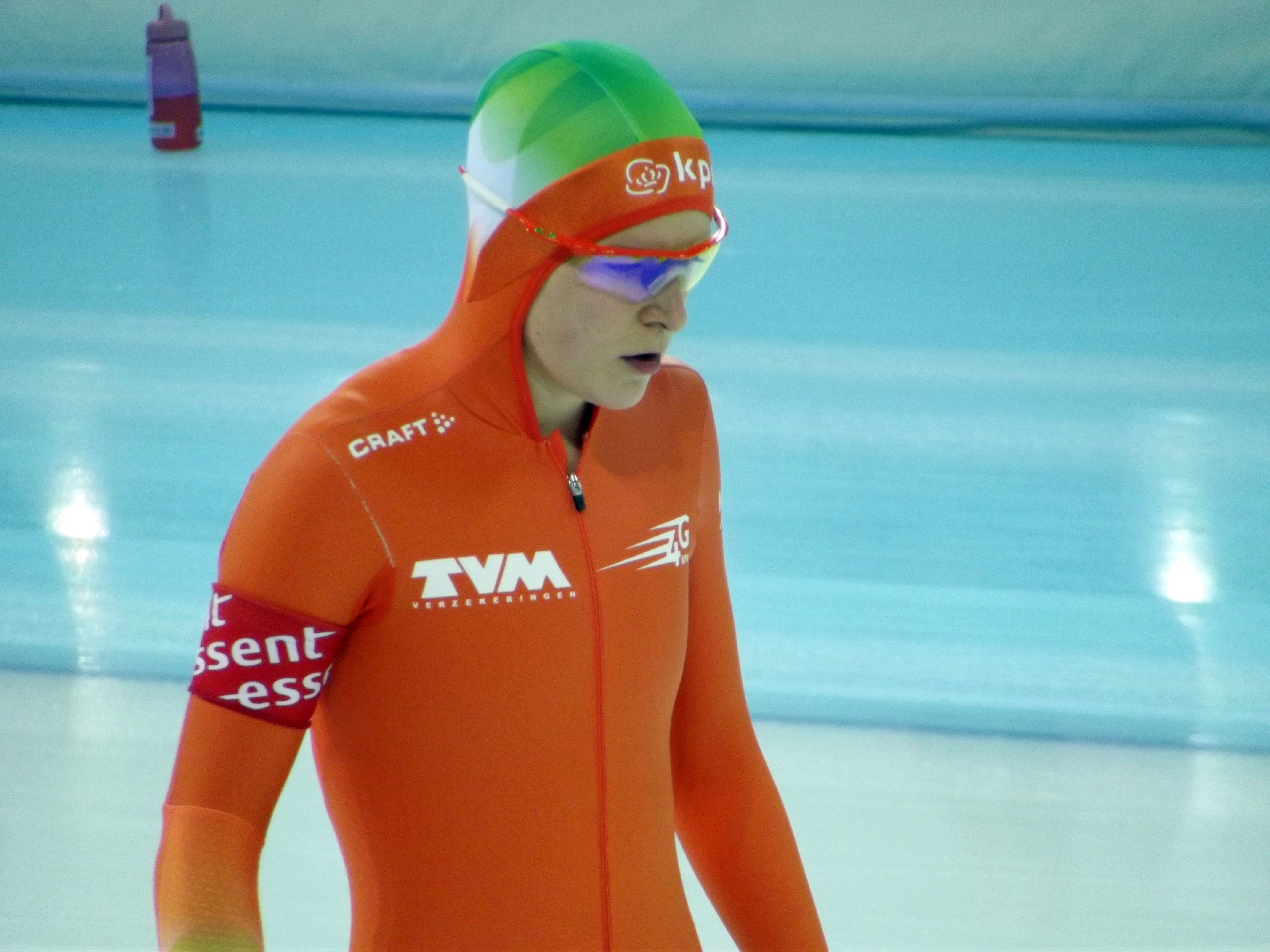
Wüst w 2013 r.

Wielokrotnie zdobywała medale dystansowych mistrzostw świata. Pierwsze trofea wywalczyła podczas MŚ w Salt Lake City w 2007 roku, gdzie była najlepsza w biegach na 1000 i 1500 m, a w drużynie zajęła drugie miejsce. Na rozgrywanych rok później MŚ w Nagano zwyciężyła w biegu drużynowym, jednak indywidualnie plasowała się poza podium. Mistrzostwa świata w Vancouver w 2009 roku przyniosły jej srebro w drużynie oraz biegu na 1500 m, w którym uległa tylko Anni Friesinger. Kolejne cztery medale zdobyła na dystansowych mistrzostwach świata w Inzell w 2011 roku, gdzie zwyciężyła w biegach na 1500 i 3000 m, a w biegu na 1000 m i biegu drużynowym zajmowała drugie miejsce. Rok później, podczas mistrzostw świata w Heerenveen złoto zdobyła w biegu drużynowym, razem z Lindą de Vries i Diane Valkenburg. W występach indywidualnych była druga za Christine Nesbitt w biegu na 1500 m oraz trzecia na 3000 m, za Martiną Sáblíkovą i Niemką Stephanie Beckert. Najwięcej medali przywiozła z mistrzostw świata w Soczi w 2013 roku, gdzie pięciokrotnie stawała na podium. Trzykrotnie zwyciężała: na 1500 m, 3000 m oraz w biegu drużynowym, w którym partnerowały jej Valkenburg i Leenstra. Ponadto na dystansach 1000 m i 5000 m plasowała się na drugiej pozycji. W 2015 roku podczas mistrzostw świata w Heerenveen była trzykrotnie druga: na 1500 m, 3000 m oraz w biegu drużynowym. bez zwycięstwa wróciła też z mistrzostw świata w Kołomnie w 2016 roku, zajmując drugie miejsca na 3000 m i w biegu drużynowym. Na mistrzostwach świata w Gangneung rok później Holenderka zwyciężyła na dystansie 3000 m i w biegu drużynowym, a na 1500 m była druga.
Sukcesy osiągała także w wieloboju, zwyciężając na MŚ w Heerenveen (2007), MŚ w Calgary (2011), MŚ w Moskwie (2012), MŚ w Hamar (2013) oraz MŚ w Heerenveen (2014). Zajmowała także drugie miejsce na mistrzostwach świata w Berlinie (2008), mistrzostwach świata w Calgary (2015) i mistrzostwach świata w Berlinie (2016) oraz trzecie podczas MŚ w Hamar (2009) i MŚ w Heerenveen (2010). Co więcej, w 2007 roku była też druga na sprinterskich mistrzostwach świata w Hamar, ustępując jedynie Anni Friesinger.
Wielokrotnie stawała na podium zawodów Pucharu Świata, odnosząc przy tym ponad dwadzieścia zwycięstw indywidualnych. W zawodach tego cyklu zadebiutowała 29 stycznia 2005 roku w Baselga di Pinè, gdzie zajęła pierwsze miejsce w grupie B w biegu na 1500 m. Na początku kolejnego sezonu, 4 grudnia 2005 roku w Heerenveen wspólnie z koleżankami zwyciężyła w biegu drużynowym. Pierwsze indywidualne zwycięstwo odniosła 4 maja 2006 roku w Heerenveen, wygrywając na dystansie 1000 m. Najlepsze wyniki osiągnęła w sezonach 2006/2007 i 2013/2014, kiedy zwyciężała w klasyfikacji końcowej 1500 m. W sezonie 2011/2012 była druga w tej klasyfikacji, a sezony 2007/2008, 2010/2011 i 2012/2013 kończyła na trzeciej pozycji. Ponadto w sezonie 2007/2008 była też druga w klasyfikacji 1000 m. W sezonie 2012/2013 zwyciężyła w klasyfikacji generalnej, rok później była druga, a w sezonie 2011/2012 zajęła trzecie miejsce.
W 2013 roku otrzymała Nagrodę Oscara Mathisena.

## Życie prywatne
Jest biseksualistką. W 2009 roku wyznała, iż jest w związku z inną holenderską panczenistką, Sanne van Kerkhof. 

## Rekordy życiowe
- 500 m – 38,44 Heerenveen
- 1000 m – 1:13,86 Calgary
- 1500 m – 1:52,38 Calgary
- 3000 m – 3:58,01 Calgary
- 5000 m – 6:55,58 Calgary